# Tony Finnigan
Anthony Finnigan, detto Tony (Wimbledon, 17 ottobre 1962), è un ex calciatore inglese, di ruolo centrocampista.

## Carriera

### Club
Ha giocato nelle giovanili del Fulham, club londinese con cui dal 1980 al 1982 è anche stato aggregato alla prima squadra (militante nella terza divisione inglese) senza tuttavia mai giocarvi in partite di campionato. Nel 1984, dopo un biennio trascorso da dilettante al Corinthian, torna a giocare da professionista con i londinesi del Crystal Palace, questa volta in seconda divisione: con la maglia dei Glaziers trascorre quattro stagioni consecutive in questa categoria, totalizzandovi complessivamente 105 presenze e 10 reti; gioca in questa stessa categoria per un biennio anche con il Blackburn, con cui tra il 1988 ed il 1990 vi disputa 36 partite. Continua a giocare in seconda divisione anche durante la stagione 1990-1991, nella quale veste le maglie prima dell'Hull City (18 presenze, con anche una rete segnata) e poi dello Swindon Town (3 presenze); nella stagione 1991-1992 gioca invece da riserva (solamente 3 presenze) in terza divisione al Brentford, con cui peraltro vince anche il campionato.
Nella stagione 1992-1993 gioca nella prima divisione di Hong Kong con l'Ernest Borel, per poi tornare in patria e giocare per un breve periodo con i semiprofessionisti dell'Hendon; nella stagione 1993-1994 gioca invece 6 partite nella terza divisione inglese con i londinesi del Barnet, per poi concludere l'annata con i semiprofessionisti dell'Enfield. Nell'estate del 1994 fa ritorno dopo 12 anni al Fulham: nella sua seconda esperienza con i Cottagers, nel frattempo retrocessi in quarta divisione, Finnigan realizza una rete in 13 partite di campionato giocate, per poi concludere la stagione 1995-1996 (e di fatto con essa anche la sua carriera da calciatore) nella seconda divisione scozzese al Falkirk, con cui realizza una rete in 9 partite di campionato giocate.

### Nazionale
Nel 1981 ha partecipato ai Mondiali Under-20, nei quali ha segnato una rete in 5 presenze.

## Palmarès

### Club

#### Competizioni nazionali
- Third Division: 1

Brentford: 1991-1992